# Drian
Cet article possède des paronymes, voir Driant et Le Drian.
Pour les articles homonymes, voir Étienne.

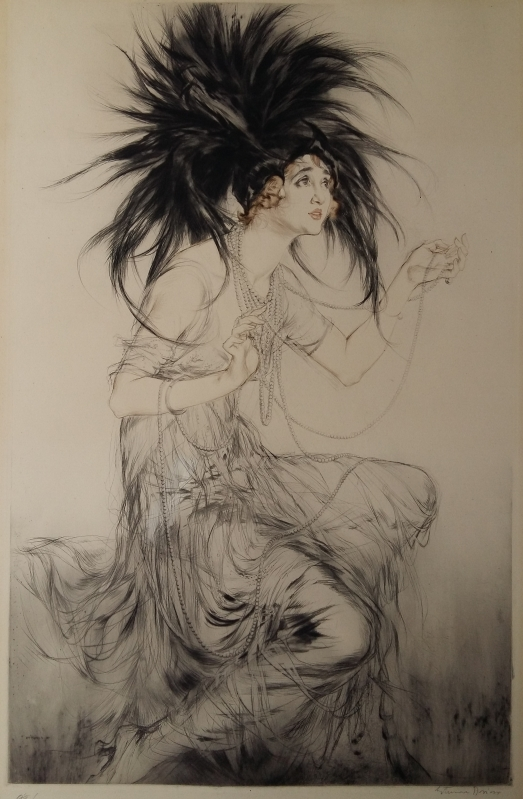

Drian, de son vrai nom Adrien Désiré Étienne, est un illustrateur français.

## Biographie
Drian est né le 3 octobre 1885 à Bulgnéville, en Lorraine, où son père était brigadier de gendarmerie. Il fait ses études à l'Académie Julian à Paris.
Il participe, au début du XXe siècle, entre autres à la Gazette du Bon Ton et à Le Journal des dames de Tom Antongini. Après la guerre, on retrouve ses illustrations de mode en France dans L'Illustration et Femina de Pierre Lafitte, mais également dans Harper's Bazar en 1921. Il illustre également des romans ou des contes, participe à la création de vitrines aux États-Unis, à la décoration du bureau de Molyneux, ou des fresques pour Elsie de Wolfe. Outre ses illustrations, il est également l'auteur de peintures à l'huile : il termine sa carrière comme portraitiste, Wallis Simpson fut l'un de ses modèles.
Il meurt le 5 août 1961 à Pontoise ; René Gruau dira de lui qu'« il est le plus grand ».